# خانه مقبل‌السلطنه
خانه مقبل‌السلطنه مربوط به دورهٔ قاجار است و در مشهد، محلهٔ سراب، بازارچهٔ سراب، پ۲۲ واقع شده و این اثر در تاریخ ۲۴ تیر ۱۳۸۲ با شمارهٔ ثبت ۹۲۵۰ به‌عنوان یکی از آثار ملی ایران به ثبت رسیده‌است. این خانه متعلق به مقبل‌السلطنه خراسانی از سران و صاحب منصبان دورهٔ قاجار بوده که در سال ۱۳۱۰ خورشیدی فوت کرده‌است.